# Championnats d'Europe de gymnastique rythmique 2008
Navigation
Édition précédente Édition suivante
Les championnats d'Europe de gymnastique rythmique 2008, vingt-quatrième édition des championnats d'Europe de gymnastique rythmique, ont eu lieu du 5 au 7 juin 2008 à Turin, en Italie.